# یعقوب کریمی
یعقوب کریمی (زادهٔ ۹ شهریور ۱۳۷۰) بازیکن فوتبال سابق اهل ایران است.

## شروع فوتبال
یعقوب کریمی متولد ۴ شهریور ۱۳۷۰ در شهرستان کوثر استان اردبیل است. فوتبال خود را از جوانان پاس و سپس استقلال تهران آغاز کرد. وی به مدت ۵ سال در تیمهای پایه استقلال بازی کرد و بازوبند کاپیتانی تیم امید استقلال را بر بازو بست و سپس به بزرگسالان استقلال پیوست. او در دو فصل حضور خود در استقلال فقط در چند دیدار به میدان رفت و سال بعد توسط پرویز مظلومی سرمربی وقت استقلال از لیست کنار گذاشته شد. یعقوب کریمی راهی نفت تهران شد. در دو فصل حضور در نفت تهران ۵۵ بار برای این تیم به میدان رفت و موفق شد ۱۱ گل به ثمر برساند.
یعقوب کریمی پس از جدایی از نفت یک فصل در سپاهان حضور داشت. سپس او به استقلال بازگشت.
یعقوب کریمی در همه رده‌های تیم ملی حضور داشته و در تیم ملی بزرگسالان نیز ۶ بازی انجام داده‌است.

## آمار بازی‌های باشگاهی
- به روز شده:۶ اوت ۲۰۱۲

| باشگاهی | باشگاهی       | باشگاهی        | لیگ  | لیگ | جام      | جام      | قاره | قاره | مجموع | مجموع |
| فصل     | باشگاه        | لیگ            | بازی | گل  | بازی     | گل       | بازی | گل‌   | بازی  | گل‌    |
| ایران   | ایران         | ایران          | لیگ  | لیگ | جام حذفی | جام حذفی | آسیا | آسیا | مجموع | مجموع |
| ------- | ------------- | -------------- | ---- | --- | -------- | -------- | ---- | ---- | ----- | ----- |
| ۸۹–۱۳۸۸ | استقلال تهران | لیگ برتر ایران | ۰    | ۰   | ۲        | ۰        | ۰    | ۰    | ۲     | ۰     |
| ۹۰–۱۳۸۹ | استقلال تهران | لیگ برتر ایران | ۴    | ۰   | ۰        | ۰        | ۰    | ۰    | ۴     | ۰     |
| ۹۱–۱۳۹۰ | نفت تهران     | لیگ برتر ایران | ۲۶   | ۱   | ۱        | ۰        | -    | -    | ۲۷    | ۱     |
| ۹۲–۱۳۹۱ | نفت تهران     | لیگ برتر ایران | ۲۴   | ۱۰  | ۱        | ۰        | -    | -    | ۲۵    | ۱۰    |
| کل دوره | کل دوره       | کل دوره        | ۵۴   | ۱۱  | ۴        | ۰        | ۰    | ۰    | ۵۸    | ۱۱    |

- پاس گل‌ها

| فصل                           | تیم           | پاس گل |
| ----------------------------- | ------------- | ------ |
| لیگ برتر فوتبال ایران ۸۹–۱۳۸۸ | استقلال تهران | ۰      |
| لیگ برتر فوتبال ایران ۹۰–۱۳۸۹ | استقلال تهران | ۰      |
| لیگ برتر فوتبال ایران ۹۱–۱۳۹۰ | نفت تهران     | ۴      |

- آمار پاس گل

| فصل       | تیم     | پاس گل |
| --------- | ------- | ------ |
| ۲۰۱۴–۲۰۱۵ | استقلال | ۵      |
| ۲۰۱۵–۲۰۱۶ | استقلال | ۴      |

## حضور در تیم ملی
او در ۱۵ فوریهٔ ۲۰۱۲ در تیم ملی فوتبال ایران با مربی‌گری کارلوس کیروش در ترکیب اصلی قرار گرفت. نام وی در لیست نهایی تیم ملی فوتبال امید ایران برای بازی‌های آسیایی ۲۰۱۴ هم بود.

### گل‌های ملی
| # | تاریخ          | ورزشگاه                       | حریف      | گل  | نتیجه | نوع مسابقه                         |
| - | -------------- | ----------------------------- | --------- | --- | ----- | ---------------------------------- |
| ۱ | ۶ نوامبر ۲۰۱۲  | ورزشگاه آزادی تهران، تهران    | تاجیکستان | ۲–۰ | ۶–۱   | بازی دوستانه                       |
| ۲ | ۶ نوامبر ۲۰۱۲  | ورزشگاه آزادی تهران، تهران    | تاجیکستان | ۴–۰ | ۶–۱   | بازی دوستانه                       |
| ۳ | ۱۵ دسامبر ۲۰۱۲ | ورزشگاه الصداقه والسلام، کویت | یمن       | ۲–۱ | ۲–۱   | مسابقات فوتبال غرب آسیا ۲۰۱۲       |
| ۴ | ۳ مارس ۲۰۱۴    | ورزشگاه انقلاب کرج، کرج       | کویت      | ۱–۰ | ۳–۲   | مرحله مقدماتی جام ملت‌های آسیا ۲۰۱۵ |

## افتخارات

### باشگاهی
- لیگ برتر فوتبال ایران
  - نایب قهرمانی: ۱
    - ۹۰–۱۳۸۹ با استقلال تهران
    - ۹۶–۱۳۹۵ با استقلال تهران